# Gastón Solnicki
Gastón Solnicki (* 1978 in Buenos Aires) ist ein argentinischer Filmregisseur.

## Leben
Der 1978 in Buenos Aires geborene Gastón Solnicki stammt aus einer jüdischen Einwandererfamilie. Er studierte erst Film an der Fundación Universidad del Cine in Buenos Aires und später Fotografie am International Center of Photography sowie Filmregie an der Tisch School of the Arts in New York.
Im Jahr 2016 stellte er bei den 73. Internationalen Filmfestspielen von Venedig seinen Spielfilm Kékszakállú in der Sektion Orizzonti vor, in dem es um eine Gruppe heranwachsender Mädchen in Buenos Aires geht. Er realisierte auch mehrere Dokumentarfilme. Sein Dokumentarfilm  Papirosen feierte im August 2011 beim Locarno Film Festival seine Premiere, und Solnicki war als Filmemacher der Gegenwart für seine Arbeit für den Goldenen Leoparden nominiert. Bei zwei seiner Dokumentarfilme, Introduzione all'oscuro und 30, schrieb er auch das Drehbuch.
Seine in Wien spielende Filmkomödie A Little Love Package stellte er im Februar 2022 bei den Internationalen Filmfestspielen in Berlin vor, wo der Film in der Sektion Encounters gezeigt wurde.
Mit seinem im Hotel Intercontinental Wien gedrehten Film The Souffleur mit Willem Dafoe als Hotelmanager wurde er 2025 zu den 82. Internationalen Filmfestspielen von Venedig in den Wettbewerb der Sektion Orizzonti eingeladen.

## Filmografie
- 2007: Liliana.Rebecca (Kurzfilm, Regie und Drehbuch)
- 2008: Süden
- 2010: Zhest (Kurzfilm, Regie)
- 2011: Papirosen (Dokumentarfilm)
- 2012: Enjoy Yourself (Kurzfilm, Regie)
- 2016: Kékszakállú
- 2018: Introduzione all'oscuro (Dokumentarfilm, Regie und Drehbuch)
- 2019: 30 (Dokumentarfilm, Regie und Drehbuch)
- 2022: A Little Love Package (Regie)

## Auszeichnungen
Locarno Film Festival
- 2011: Nominierung für den Goldenen Leoparden als Filmemacher der Gegenwart (Papirosen)